# ベスト・オブ・ブルース・ディッキンソン
『ベスト・オブ・ブルース・ディッキンソン』（The Best of Bruce Dickinson）は、ブルース・ディッキンソンが2001年に発表したベスト・アルバム。

## 解説
ディッキンソンがアイアン・メイデンに復帰した後に発表された。ディスク1は、オリジナル・アルバム5作とライヴ・アルバム『スクリーム・フォー・ミー・ブラジル』（1999年）から選ばれた11曲に、2001年春に録音された新曲「ブロークン」「シルヴァー・ウィングス」を加えた内容。
初回盤に付属したディスク2は、オリジナル・アルバム未収録曲、未発表曲、未発表ヴァージョンを収録した内容。「ウィッカー・マン」は、映画『ウィッカーマン』から着想を得て作られた楽曲で、アイアン・メイデンのアルバム『ブレイヴ・ニュー・ワールド』（2000年）収録曲とは同名異曲。「ヴォイス・オブ・クルベ」は楽曲ではなく、ディッキンソンによるナレーションを収録したもの。「ドラキュラ」は、ディッキンソンがSpeedというバンドで1977年に録音した楽曲で、彼にとって初のスタジオ録音である。

## 収録曲
特記なき楽曲はブルース・ディッキンソンとロイ・Zの共作。

### ディスク1
1. ブロークン - "Broken" - 3:59
2. タトゥード・ミリオネア - "Tattooed Millionaire" (Bruce Dickinson, Janick Gers) - 4:25
3. ラフィング・イン・ザ・ハイディング・ブッシュ（ライヴ） - "Laughing in the Hiding Bush" [live] (B. Dickinson, Roy Z, Austin Dickinson) - 4:07
4. ティアーズ・オブ・ザ・ドラゴン - "Tears of the Dragon" (B. Dickinson) - 6:19
5. タワー - "The Tower" - 4:43
6. 1958年に生まれて - "Born in '58" (B. Dickinson, J. Gers) - 3:36
7. アクシデント・オブ・バース - "Accident of Birth" - 4:28
8. シルヴァー・ウィングス - "Silver Wings" - 4:16
9. ダークサイド・オブ・アクエリアス - "Darkside of Aquarius" - 6:50
10. ケニカル・ウエディング - "Chemical Wedding" - 4:05
11. バック・フロム・ジ・エッジ - "Back from the Edge" (B. Dickinson, Alex Dickson) - 4:15
12. ロード・トゥ・ヘル - "Road to Hell" (B. Dickinson, Adrian Smith) - 3:57
13. ブック・オブ・セル（ライヴ） - "Book of Thel" [live] (B. Dickinson, R. Z, Eddie Casillas) - 8:28

### ディスク2
1. ブリング・ユア・ドーター…（オリジナル・サウンドトラック・ヴァージョン） "Bring Your Daughter... to the Slaughter (Original Soundtrack Version)" (B. Dickinson) - 5:00
2. ダークネス・ビー・マイ・フレンド - "Darkness Be My Friend" (B. Dickinson) - 2:00
3. ウィッカー・マン - "Wicker Man" - 4:40
4. リアル・ワールド - "Real World" - 3:55
5. アコースティック・ソング - "Acoustic Song" - 4:23
6. ノー・ウェイ・アウト - コンティニュード - "No Way Out... Continued" (B. Dickinson, R. Baker, J. Crichton) - 5:17
7. ミッドナイト・ジャム - "Midnight Jam" (B. Dickinson, R. Z, A. Smith) - 5:11
8. マン・オブ・ソロウズ - "Man of Sorrows (Demo)" (B. Dickinson) - 5:15
9. バラード・オブ・マット - "Ballad of Mutt" (B. Dickinson) - 3:33
10. リエントリー - "Re-Entry" (B. Dickinson) - 4:03
11. アイム・イン・ア・バンド・ウィズ・アン・イタリアン・ドラマー - "I'm in a Band With an Italian Drummer" (Chris Dale) - 3:52
12. エルサレム（ライヴ） - "Jerusalem" [live] - 6:43
13. ヴォイス・オブ・クルベ - "The Voice of Crube" (B. Dickinson) - 13:45
14. ドラキュラ - "Dracula" (D. Siviter, P. Siviter) - 3:44